# Santi Giovanni Evangelista e Petronio (titre cardinalice)
Le titre cardinalice de Santi Giovanni Evangelista e Petronio (Saints Jean l'évangéliste et Pétrone) est érigé par le pape Jean-Paul II le 25 mai 1985.
Il est rattaché à l'église Santi Giovanni Evangelista e Petronio qui se trouve dans le rione Regola à Rome.

## Titulaires
- Giacomo Biffi (1985-2015)
- Baltazar Porras Cardozo (depuis 2016)